# Zhaotong
Zhaotong (kinesisk skrift: 昭通; pinyin: Zhāotōng; Wade-Giles: Chāo-t'ūng) er en by på præfekturniveau i provins Yunnan i det sydlige Kina.
Det har et areal på 23,021 km² og en befolkning på 5.450.000 indbyggere (2007).

## Administrative enheder
Byprefekturet Zhaotong har jurisdiktion over et distrikt (区 qū) og 10 amter (县 xiàn).
| Kort               | Kort      | Kort   | Kort           | Kort                   | Kort        | Kort      |
| ------------------ | --------- | ------ | -------------- | ---------------------- | ----------- | --------- |
| Kort over Zhaotong |           |        |                |                        |             |           |
| #                  | Navn      | Hanzi  | Pinyin         | Befolkning (2003 est.) | Areal (km²) | Indb./km² |
| Distrikter         |           |        |                |                        |             |           |
| 1                  | Zhaoyang  | 昭阳区 | Zhāoyáng Qū    | 760.000                | 2.240       | 339       |
| Amter              |           |        |                |                        |             |           |
| 2                  | Ludian    | 鲁甸县 | Lǔdiàn Xiàn    | 370.000                | 1.519       | 244       |
| 3                  | Qiaojia   | 巧家县 | Qiǎojiā Xiàn   | 520.000                | 3.245       | 160       |
| 4                  | Yanjin    | 盐津县 | Yánjīn Xiàn    | 360.000                | 2.096       | 172       |
| 5                  | Daguan    | 大关县 | Dàguān Xiàn    | 250.000                | 1.802       | 139       |
| 6                  | Yongshan  | 永善县 | Yǒngshàn Xiàn  | 410.000                | 2.833       | 145       |
| 7                  | Suijiang  | 绥江县 | Suíjiāng Xiàn  | 160.000                | 882         | 181       |
| 8                  | Zhenxiong | 镇雄县 | Zhènxióng Xiàn | 1.260.000              | 3.785       | 333       |
| 9                  | Yiliang   | 彝良县 | Yíliáng Xiãn   | 520.000                | 2.884       | 180       |
| 10                 | Weixin    | 威信县 | Wēixìn Xiàn    | 370.000                | 1.416       | 261       |
| 11                 | Shuifu    | 水富县 | Shuǐfù Xiàn    | 90.000                 | 319         | 282       |

## Trafik
Kinas rigsvej 213 løber gennem området. Den begynder i Lanzhou i Gansu og fører via Chengdu og Kunming til byen Mohan ved grænseovergangen til Laos.
27°19′N 103°43′Ø / 27.317°N 103.717°Ø